# Jan Sobczyński
Jan Sobczyński (ur. 14 czerwca 1918 w Nowym Jorku, zm. 27 maja 2007 w Warszawie), polski malarz, żołnierz w okresie II wojny światowej, twórca obrazów batalistycznych oraz ekspresjonistycznych pejzaży miejskich.
Jan Sobczyński urodził się w 1918 w Nowym Jorku jako syn polskich emigrantów w Stanach Zjednoczonych. Wkrótce, po śmierci swojej matki, pod opieką ciotki powrócił do Polski i zamieszkał we Lwowie. Tam uczył się i wychowywał aż do wybuchu II wojny światowej i inwazji Armii Radzieckiej na Polskę. Wkrótce potem został aresztowany i wywieziony na Syberię.
W 1941 roku (jak wielu zesłanych Polaków) został wcielony do 2 Armii Polskiej formowanej w Związku Radzieckim. Brał udział w 394 misjach bojowych szwadronu lekkich bombowców wspomagających działania na froncie wschodnim. Nagrodzony Krzyżem Walecznych oraz Orderem Odrodzenia Polski.
Jego szkice i rysunki z okresu wojny nie zachowały się. Po wojnie rozpoczął studia na wydziale malarstwa Akademii Sztuk Pięknych w Warszawie pod opieką profesorów: Bolesława Kuźmińskiego, Michała Byliny i Ludwika Maciąga.
Pierwsze obrazy olejne Jana Sobczyńskiego pochodzą z końca lat czterdziestych XX w. Ich cechą charakterystyczną jest bogata faktura wynikająca z nakładania farby na płótno za pomocą szpachli. W późniejszym okresie twórczości artysta posługiwał się pędzlem równie biegle jak szpachlą. Jego obrazy utrzymane są w żywych barwach. Fakturze tworzonej przez grubo nakładaną farbę towarzyszy wyraźny, zharmonizowany kolor. Dominującą tematyką jego obrazów jest pejzaż miejski; szczególnie małych miast Śląska i Pomorza oraz sceny batalistyczne. Tryptyk Bitwa nad Bzurą został nagrodzony podczas wystawy w Zachęcie w 1985 roku i znajduje się w kolekcji Ministerstwa Obrony Narodowej.
Jan Sobczyński mieszkał w Warszawie, ożenił się i wychował dwoje dzieci; Iwonę oraz Radosława. Kilkakrotnie odwiedził Stany Zjednoczone, co zaowocowało obrazami z Kolorado i Kansas City.

## Przykładowe obrazy

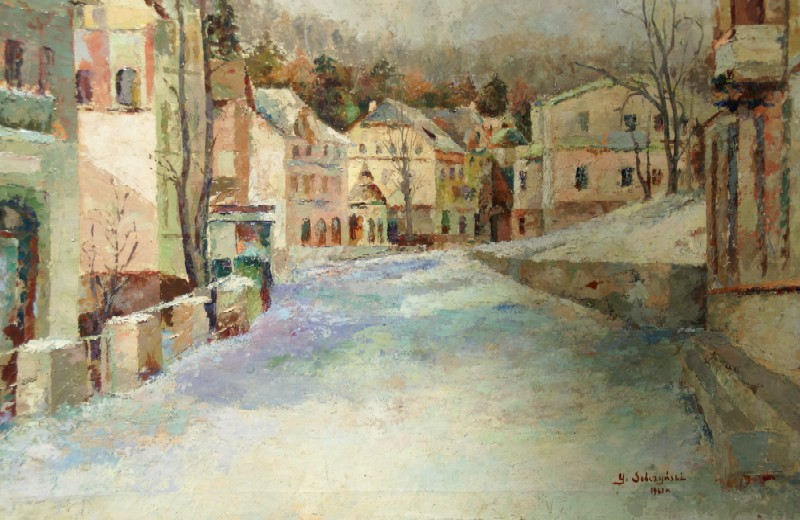
Szczawnica Zdrój, 1961, olej na płótnie, 50x70cm
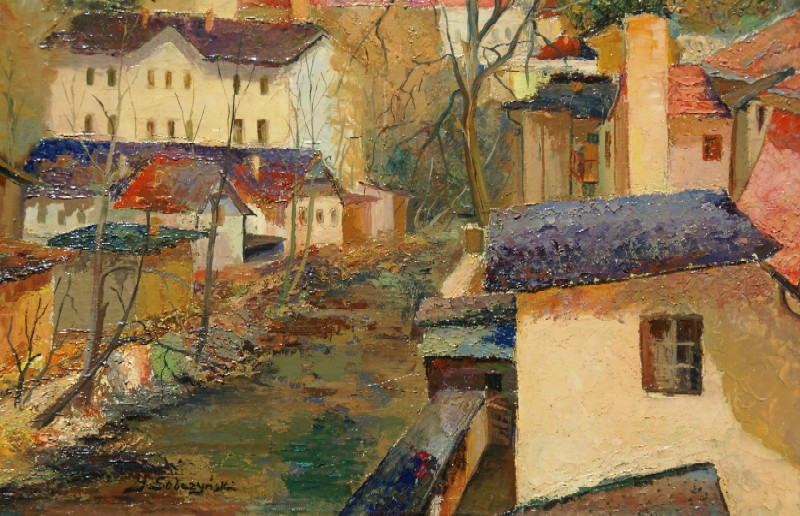
Kłodzko – Przedwiośnie, 1965, olej na płótnie, 50x60cm
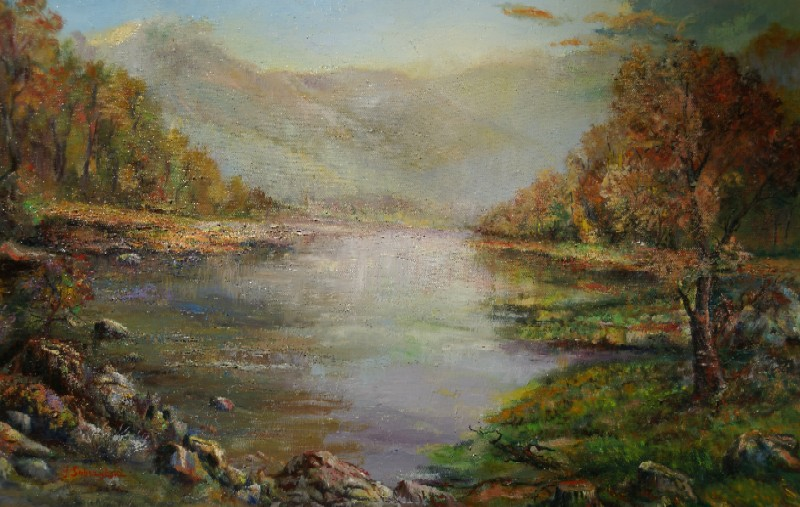
Colorado, 1989, olej na płótnie, 60x84cm